# Юкон Куест
Юкон Куест (на английски: Yukon Quest) е надбягване с впрегатни кучета, което се провежда всеки февруари от 1984 година насам.
Маршрутът на надбягването е с дължина около 1000 мили, между градовете Феърбанкс в щата Аляска и Уайтхорс в канадската територия Юкон. Заради тежките зимни условия, трудния маршрут и ограниченията на помощта, която участниците могат да получат, състезанието е определяно като „най-трудното надбягване с впрегатни кучета в света“ и дори като „най-тежкото състезание в света“.